# The Mother of All Demos
The Mother of All Demos — название, данное презентации Дугласа Энгельбарта, прошедшей 9 декабря 1968 года в Сан-Франциско. Энгельбарт продемонстрировал несколько экспериментальных технологий, которые впоследствии стали общеупотребительными, в том числе первую компьютерную мышь, интерактивный текст, гипертекст, электронную почту, технологию видеоконференции.
С помощью своей географически распределённой команды Энгельбарт продемонстрировал работу NLS (oN Line System) тысяче присутствовавших компьютерных специалистов.